# Det bästa med Karin & Anders Glenmark
Det bästa med Karin och Anders Glenmark är det tredje albumet av syskonduon Gemini. Det är ett samlingsalbum med främst låtar från deras två första album. På skivan finns också den tidigare outgivna låten When I Close My Eyes, samt Den som sa det var det, som är en svensk version av låten Too Much Love Is Wasted.

## Låtlista
1. T.L.C.
2. Mio min Mio
3. Sniffin' Out The Snakes
4. When I Close My Eyes
5. Den som sa det var det
6. Live On The Love
7. Just Like That
8. Copy Love (2005 Remix)
9. Slowly
10. Beat The Heat
11. Another You, Another Me
12. Too Much Love Is Wasted
13. Falling
14. I Am The Universe
15. There's No Way To Fool A Heart
16. I'm A Bitch When I See Red
17. Have Mercy
18. Kall som is
19. Flyga fri